# 近距離恋愛
『近距離恋愛』（きんきょりれんあい、原題：Made of Honor, イギリス、アイルランド、カナダ、オーストラリアでの表記はMade of Honour）は、2008年のアメリカ映画である。

## ストーリー
1998年、コーネル大学のパーティーの夜、トムはルームメイトと間違えてハンナの寝ているベッドに入り込んでしまったことで二人は知り合う。トムはハンナの素直で真面目な性格と、彼に頼らず自立して生きている性格に惚れた。
10年後、トムは大きな成功を収めていた。"Coffee Collar"の開発により裕福になり、多くの友人に囲まれ、付き合う女性も毎週のように乗り換えていた。一方ハンナは美術館に勤務していた。トムとは友人という立場こそ変えてはいなかったが、彼女がトムに惚れていることは明らかで、彼がそれに応じなくてもその気持ちは変わらなかった。
しばらくして、ハンナは美術館の展示品を入手するためにスコットランドに旅に出ることになる。そのときトムはハンナがいないことでおおきな空虚感をおぼえる。他の女性との関係にも不満を感じるようになり、ハンナが帰ってきたら自分の本当の気持ちを伝えようと決意する。しかしハンナが帰ってきたとき、トムは大きな衝撃を受ける　―　ハンナはスコットランドの裕福な家庭で育ったコリンと婚約し、二人でスコットランドに住むということを知らされたからだ。ハンナはトムに"Maid of Honor"（結婚式の手伝い係のリーダー）をお願いし、トムはそれを引き受ける。結婚式をやめさせ、ハンナを自分の手に取り戻すために。

## キャスト
| 役名                             | 俳優                       | 日本語吹替 |
| -------------------------------- | -------------------------- | ---------- |
| トーマス・トム・ベイリー・Jr.    | パトリック・デンプシー     | 根本泰彦   |
| ハンナ                           | ミシェル・モナハン         | 浅野まゆみ |
| コリン・マクマーレー             | ケヴィン・マクキッド       | 斉藤次郎   |
| フェリックス                     | ケイディーン・ハーディソン |            |
| デニス                           | クリス・メッシーナ         |            |
| ゲイリー                         | リッチモンド・アーケット   |            |
| メリッサ                         | ビジー・フィリップス       |            |
| ジョーン                         | キャスリーン・クインラン   | 火野カチコ |
| トーマス・ベイリー・Sr.          | シドニー・ポラック         | 秋元羊介   |
| レヴレンド・フット               | ジェームズ・シッキング     |            |
| バスケットボールの短いズボンの男 | ケヴィン・サスマン         |            |
| グロリア                         | ボー・ギャレット           |            |
| ダッチス・マクマーレー           | ハンナ・ゴードン           |            |
| 本人役                           | エリザベス・ハッセルベック |            |
| ステファニー                     | ウィットニー・カミングス   |            |
| 悪友                             | ブランドン・サアリオ       |            |

日本語吹替その他出演：遠藤純一、斉藤貴美子、宮寺智子、真山亜子、佐々木敏、奥田啓人、藤井啓輔、梅津秀行、勝田晶子、中澤やよい、小橋知子、石上裕一、足立友、木下紗華、原田ひとみ、金光宣明、荻野晴朗
日本語版制作スタッフ 演出：早川陽一、翻訳：徐賀世子、制作：東北新社

## レーティング
当初この映画は直接的な性的表現があるとしてR指定とされていたが、現在はPG-13に指定されている。